# Григорианская вилла
Григорианская вилла (итал. Villa Gregoriana) — вилла в итальянском городе Тиволи, названная в честь папы Григория XVI.
Вилла представляет собой образец «романтического сада» с водопадами, гротами, обрывами, крутыми тропинками, аллеями и обилием зелени. Она приобрела современный облик в 1832—1835 гг., когда архитектором Клементе Фольки по приказу Григория XVI были сооружены подземные галереи, изменившие течение реки Аньене. Это решение было принято после наводнения 1826 года, в котором погибло множество жителей Тиволи.
Григорианская вилла знаменита своим 120-метровым водопадом, который в настоящее время не так полноводен из-за электростанции в верхнем течении реки. Из достопримечательностей следует выделить Грот Нептуна, частично обрушившийся в 1826 году, и Грот Сирен, а также Галерею Миоллиса — небольшой туннель с окнами, прорубленный в толще скал французским генералом Миоллисом, губернатором Рима в 1809 году.
Представляет интерес и круглый храм Весты, относящийся к поздней республиканской эпохе и реставрированный Луцием Геллием, судьёй и куратором общественных работ в Тибуре в 1 в. до н. э. Позднее храм был преобразован в христианскую церковь, а в конце XIX века ему был возвращён первоначальный облик. Изначально храм был покрыт конической кровлей с отверстием для выхода дыма от священного огня. Храм  окружён восемнадцатью колоннами  коринфского ордера с тонко вырезанными каннелюрами. Осталось всего десять колонн. Пол покрыт плитками из травертина. Фриз украшен букраниями и цветочными гирляндами, изображениями виноградных лоз, пшеничных колосьев и фруктов. Свод был полностью украшен двумя ордерами кессонов с розами в центре каждого. Из храма открывается вид на реку Аньене и оливковые рощи на холмах Тиволи.